# Koledzy (album)
Koledzy – trzeci studyjny album polskich zespołów muzycznych JWP oraz Bez Cenzury. Wydawnictwo ukazało się 19 czerwca 2020 roku nakładem wytwórni muzycznej OF Label.

## Lista utorów
| Nr  | Tytuł utworu                                              | Rap                       | Produkcja     | Długość |
| --- | --------------------------------------------------------- | ------------------------- | ------------- | ------- |
| 1.  | „Z kolegami” (Scratche: Falcon1)                          |                           | Falcon1       | 0:55    |
| 2.  | „Koledzy” (Scratche: Falcon1)                             | Ero, Kosi, Siwers, Łajzol | Siwers        | 4:21    |
| 3.  | „Rap Gra Skit” (Scratche: Falcon1)                        |                           | Falcon1       | 1:02    |
| 4.  | „Wszyscy Chcą Się Bawić” (Scratche: Falcon1, Dj VaZee)    | Ero, Kosi, Siwers         | Siwers        | 4:21    |
| 5.  | „Backstage”                                               | Kosi                      | Szczur        | 3:28    |
| 6.  | „Warszawski Walczyk” (Scratche: Falcon1)                  | Kosi, Łajzol              | Szczur        | 2:34    |
| 7.  | „A Nie Mówiłem” (Scratche: Falcon1)                       | Kosi, Siwers, Łajzol      | The Returners | 3:25    |
| 8.  | „Koncentracja Skit” (Scratche: Falcon1)                   |                           | Falcon1       | 0:31    |
| 9.  | „Magic Pen” (Gościnnie: 5FT, Grzempeś; Scratche: Falcon1) | Ero                       | TMK Beatz     | 3:49    |
| 10. | „Hej” (Scratche: Falcon1)                                 | Ero                       | Falcon1       | 2:09    |
| 11. | „Bez Muzyki”                                              | Siwers                    | Siwers        | 3:32    |
| 12. | „Niewielki Gatsby”                                        | Kosi, Łajzol              | Szczur        | 2:22    |
| 13. | „Noc I Dzień” (Scratche: DJ VaZee)                        | Ero, Siwers, Łajzol       | DJ VaZee      | 2:46    |
| 14. | „JWP Kartel” (Scratche: Falcon1)                          | Ero, Łajzol               | Szczur        | 2:27    |
| 15. | „Jebać” (Gościnnie: Młody, KPSN; Scratche: Dj HWR)        | Ero                       | Młody         | 4:47    |
| 16. | „Interes Życia” (Scratche: Falcon1)                       | Ero, Kosi, Łajzol         | Szczur        | 2:47    |
| 17. | „Goodfellas” (Scratche: Falcon1)                          | Ero, Kosi, Siwers, Łajzol | Siwers        | 3:24    |
| 18. | „Zez”                                                     | Kosi, Siwers, Łajzol      | Oil Beatz     | 3:10    |
| 19. | „Krasnoludki”                                             | Kosi, Łajzol              | The Returners | 3:33    |
| 20. | „Właśnie Taki”                                            | Ero, Siwers, Łajzol       | Own Dialect   | 2:50    |
| 21. | „Outro” (Scratche: Falcon1)                               |                           | Falcon1       | 0:35    |
|     |                                                           |                           |               | 58:48   |

## Listy sprzedaży
| Lista | Kraj   | Pozycja |
| ----- | ------ | ------- |
| OLiS  | Polska | 2       |